# Nothin' But Trouble
Nothin' But Trouble är debutalbumet av Nia Peeples, utgivet av Mercury och Polygram Records den 30 augusti 1988.

## Lansering och marknadsföring
I kölvattnet av Polygrams framgångar med Angela Winbush och hennes debutalbum Sharp (1987) hoppades skivbolaget på att Peeples var deras nästa stora kvinnliga artist. Skivbolaget lanserade även Vanessa Williams' musikkarriär parallellt, men då Peeples redan var välkänd tack vare hennes jobb i film och TV gavs hon större budget till marknadsföring på bekostnad av Williams' lansering.

## Mottagande
Ron Wynn från Allmusic gav Nothin' But Trouble en och en halv stjärna av fem möjliga och kommenterade: "Albumets producenter utgick från premissen att de kunde göra Peeples till en andra klassens Paula Abdul, och gav henne samma sorts danspop/tuggummipop men utan de trallvänliga melodier som utgjorde Abduls musik. Resultatet talar för sig själv."
Nothin' But Trouble gick in på plats 178 på Billboards Top Pop Albums den 14 maj 1988. Följande vecka klättrade albumet till plats 152. Den 25 juni nådde albumet plats 97 på listan, vilket blev dess topposition.

## Låtlista
Information hämtad från Discogs
| 1.           | "Trouble"             | Steve Harvey               | Harvey        | 6:28  |
| 2.           | "High Time"           | Harvey, Jean-Paul Maunick  | Harvey        | 4:27  |
| 3.           | "Star Crossed Lovers" | Harvey, Dianne Quander     | Harvey        | 5:46  |
| 4.           | "Be My Lover"         | Clif Magness, Glen Ballard | Howard Hewett | 4:23  |
| 5.           | "Is This Really Love" | Hewett, Monty Seward       | Hewett        | 4:28  |
| Total längd: | Total längd:          | Total längd:               | Total längd:  | 24:52 |

| 6.           | "Never Gonna Get It"             | Monte Moir                  | Moir                      | 4:19  |
| 7.           | "This Time I'll Be Sweeter"      | Gwen Guthrie, Patrick Grant | Doc Powell, Tony Prendatt | 4:14  |
| 8.           | "Poetry in Motion"               | Clayton Savage              | Moir                      | 3:50  |
| 9.           | I Know How (To Make You Love Me) | Nia Peeples, J. Paris       | Harvey, Powell, Prendatt  | 6:56  |
| 10.          | For the Sake of Loving           | Steve Diamond, Sue Sheridan | Hewett                    | 5:21  |
| Total längd: | Total längd:                     | Total längd:                | Total längd:              | 25:60 |

## Topplistor

### Veckolistor
| Topplista (1988)             | Högsta placering |
| ---------------------------- | ---------------- |
| USA Billboard Top Pop Albums | 97               |

## Utgivningshistorik
| Land | Datum           | Utgåva   | Format             | Skivbolag | Ref.  |
| ---- | --------------- | -------- | ------------------ | --------- | ----- |
| USA  | 30 augusti 1988 | Standard | CD, kassett, vinyl | Mercury   | [ 8 ] |
| USA  | 26 januari 2007 | Standard | CD                 | Polygram  | [ 9 ] |